# Stahlhelm-Fraktion
|  | Dieser Artikel wurde auf den Seiten der Qualitätssicherung des Projektes Politiker eingetragen. Hilf mit, ihn zu verbessern, und beteilige dich an der Diskussion! Folgendes muss noch verbessert werden: ziemlich nichtssagender Artikel, recht unkonkret („bestimmte Gruppierungen“), auf welchen zeitlichen Rahmen bezieht sich das und wer sind die „Gegner“? --Stefan »Στέφανος« ⸘…‽ 19:51, 26. Okt. 2018 (CEST) |

Stahlhelm-Fraktion war ein pejorativ verwendetes politisches Schlagwort für rechte Flügel konservativer Parteien im deutschsprachigen Raum.

## Deutschland

### Historischer Hintergrund
Der im Ersten Weltkrieg eingeführte Stahlhelm besaß auch noch nach Kriegsende eine hohe Symbolkraft und wurde zum Namensgeber des zunächst als Veteranenorganisation gegründeten Stahlhelm, Bund der Frontsoldaten, der unter der Führung von Franz Seldte und Theodor Duesterberg auch politisch aktiv wurde. Bis Ende der 1920er Jahre wuchs der Verband auf rund eine halbe Million Mitglieder und verstand sich als Wehrverband unter anderem auch als Personalreserve für die durch den Versailler Vertrag auf 100.000 Soldaten streng reglementierte Reichswehr. Der Stahlhelm stellte in jener Zeit auch oftmals den Saalschutz bei der nationalkonservativen Deutschnationalen Volkspartei (DNVP), in der Duesterberg nach dem Krieg zunächst auch parteipolitische Karriere gemacht hatte. Zusammen mit Seldte unterstützte Duesterberg nach der Reichstagswahl 1928 die zunehmende Radikalisierung der DNVP unter dem Vorsitz des Zeitungsmoguls Alfred Hugenberg. In der Folge kooperierte der Stahlhelm wahlweise mit der DNVP und der NSDAP von Adolf Hitler etwa in der Harzburger Front oder konkurrierte wie in der Reichspräsidentenwahl 1932. Nach der Machtergreifung trat Seldte als Minister in das Kabinett Hitler ein. Dies konnte nichts daran ändern, dass nach dem Ermächtigungsgesetz auch der Stahlhelm der Gleichschaltung unterworfen wurde. Bereits Ende April 1933 hatte Seldte den Verband dem Führer unterstellt, so dass im Laufe des folgenden Jahres der Stahlhelm in die SA eingegliedert und als eigenständige Organisation aufgelöst wurde.

### Begriffsverwendung in der CDU
Nach dem Zweiten Weltkrieg gab es Bestrebungen, in der neuen Bundesrepublik die Spaltung der bürgerlichen Kräfte aus der Zwischenkriegszeit zu überwinden und eine erneute Radikalisierung der Nationalkonservativen zu verhindern. Einen wesentlichen Impuls mit der Gründung der Christlich Demokratischen Union (CDU) setzten dabei ehemalige Mitglieder der Zentrumspartei, die nach dem Kulturkampf im 19. Jahrhundert als politische Partei die Wahlen im katholischen Reichsteil des preußischen Staats insbesondere in den wichtigen und bevölkerungsreichen Provinzen Rheinland und Westfalen dominiert hatten. Die Verankerung des Zentrums im politischen Katholizismus erwies sich in der Weimarer Republik zunehmend als zweischneidig, da die Partei in protestantisch geprägten Reichsteilen nicht reüssieren konnte. Die CDU konnte in der Folge die wiedergegründete Zentrumspartei auch im später weitgehend aus den genannten preußischen Provinzen gebildeten bevölkerungsreichsten Bundesland Nordrhein-Westfalen verdrängen und die bisherige konfessionelle Spaltung überwinden. Zudem bemühte man sich als Gegengewicht zur starken Prägung durch katholische Mitglieder an Rhein und Ruhr auch um ehemalige Mitglieder der DVP und der dem früheren Stahlhelm nahestehenden DNVP.
Wie die Namensgebung der Partei aufzeigt, blieb jedoch die religiöse Verankerung und die christliche Soziallehre prägend für das Selbstverständnis der neuen CDU, was sich anfangs auch im Ahlener Programm zeigte. Während solche Mitglieder, die insbesondere auf die christliche Soziallehre Wert legten, spöttisch gern als Herz-Jesu-Sozialisten bezeichnet wurden, versuchte man umgekehrt die auf den Nationalkonservatismus Wert legenden Mitglieder als Stahlhelmer oder Angehörige der Stahlhelm-Fraktion abzuqualifizieren. In der Folge wurden verschiedentlich auch exponierte Mitglieder in den Medien wie beispielsweise der im katholischen Westfalen aufgewachsene ehemalige Wehrmachtsoffizier Alfred Dregger, lange Zeit hessischer CDU-Landesvorsitzender und später CDU-Fraktionsvorsitzender im Bundestag, als prägende Figur der nationalkonservativen CDU-Mitglieder mit diesem Begriff in Verbindung gebracht. Gemäß dem Diktum des Vorsitzenden der Schwesterpartei CSU, Franz Josef Strauß

Rechts von der CDU/CSU darf es keine demokratisch legitimierte Partei geben.

blieb der begriffliche Rückgriff auf den Stahlhelm auch bis in die jüngere Vergangenheit aktuell bei stark nationalkonservativen Positionen von CDU-Mitgliedern. So traf diese Bezeichnung unter anderem auch die später ausgetretenen CDU-Mitglieder Erika Steinbach, MdB und langjährige Vorsitzende des Bundes der Vertriebenen, oder den ehemaligen Parlamentarier Jürgen Todenhöfer. Die Assoziation des Stahlhelm mit CDU-Mitgliedern ist aber jüngst in Abnahme begriffen mit der Zersplitterung der Parteienlandschaft am rechten Rand und Austritten nationalkonservativer Mitglieder insbesondere in der Kanzlerschaft von Angela Merkel, symbolisiert durch das Engagement in der Alternative für Deutschland (AfD) von Alexander Gauland, der in den 1970er Jahren seine politische Karriere noch in der von Dregger dominierten hessischen CDU begonnen hatte.

### Weitere Verwendung in Deutschland
An die frühere Organisation des Stahlhelm, Bund der Frontsoldaten wollte 1951 eine Nachfolgeorganisation Der Stahlhelm – Kampfbund für Europa unter Beteiligung des vormaligen Generalfeldmarschall Albert Kesselring anknüpfen. Diese Organisation bemühte sich zunächst um Anschluss an die demokratischen Parteien wie etwa auch die CDU Konrad Adenauers. Politiker der CDU wie der saarländische Ministerpräsident Franz-Josef Röder oder der Quantenphysiker und Parlamentarier Pascual Jordan wohnten Veranstaltungen des Stahlhelm bei oder sandten Grußadressen wie auch der FDP-Landtagsabgeordnete Lothar Steuer, selbst Mitglied im Stahlhelm der Zwischenkriegszeit. Doch auch dieser Stahlhelm trat zunehmend als Wehrverband auf und radikalisierte sich, so dass 1966 eine Ortsgruppe der neuen Organisation durch den damaligen CDU-Ministerpräsidenten von Rheinland-Pfalz Peter Altmeier als verfassungsfeindliche Gruppierung verboten wurde. Die neue Organisation des Stahlhelm erreichte nie die Mitgliederanzahl und personelle Bedeutung der früheren Organisation und verschwand zunehmend in der Obskurität mit kaum dreistelliger Mitgliederanzahl zur Jahrtausendwende.
Neben der christlich fundierten CDU bemühte sich nach Kriegsende auch die kirchenferne und liberale Freie Demokratische Partei (FDP) um nationalkonservative Mitglieder. Nachdem das ehemalige Mitglied der DStP Friedrich Middelhauve 1947 FDP-Landesvorsitzender in Nordrhein-Westfalen wurde, bemühte er sich vom Rheinland aus unter dem Stichwort Nationale Sammlung auch dezidiert um ehemalige NS-Angehörige und konnte Leute wie Lothar Steuer zum Übertritt in die FDP bewegen. Über Ernst Achenbach war Middelhauve auch mit Leuten wie Werner Naumann verbunden, der eine Verschwörung organisierte und Umsturzpläne hegte. Nachdem Middelhauve bereits auf Bundesebene mit seiner Nationalen Sammlung am Widerstand einzelner Landesverbände gescheitert war, zog er sich 1956 als Landesvorsitzender zurück, als die ebenfalls zunächst von ihm protegierten liberaleren Jungtürken um Walter Scheel und Willi Weyer den CDU-Ministerpräsidenten zugunsten des SPD-Politikers Fritz Steinhoff gestürzt hatten. Eine parteiinterne Untersuchungskommission des damaligen Bundesvorsitzenden Thomas Dehler, die insbesondere die Zustände in Nordrhein-Westfalen (NRW) rügte, hatte ihr übriges getan. Während der 1960er Jahre hatten nationalkonservative Kreise noch Bedeutung in der FDP, kennzeichnend durch den ebenfalls aus dem NRW-Landesverband stammenden zwischenzeitlichen Fraktionsvorsitzenden im Bundestag und dann langjährigen Bundesvorsitzenden Erich Mende. Die Gründung der nationalliberalen Aktion und Mendes Übertritt in die CDU wegen der Bildung einer sozialliberalen Koalition nach der Bundestagswahl 1969 auch im Bund und der Durchsetzung der neuen Ostpolitik kennzeichnet den Bedeutungsverlust der Nationalkonservativen in der FDP, und unter Bezugnahme auf den Stahlhelm-Begriff wohl auch finalen Bedeutungsverlusts.

## Österreich
Auch in der ÖVP Niederösterreich gab es eine Stahlhelm-Fraktion.

## Schweiz
Der rechte Flügel der Schweizer CVP und der Schweizerischen Volkspartei  wurde auch Stahlhelmfraktion genannt.

## Südtirol
In der Südtiroler Nachkriegszeit wurde der ethnopolitisch harte Flügel der Südtiroler Volkspartei, insbesondere um ihre Exponenten Silvius Magnago, Hans Dietl, Peter Brugger, Anton Zelger und Alfons Benedikter – sie hatten außerdem in der Regel in der Wehrmacht gedient –, bisweilen als Stahlhelmfraktion bezeichnet.